# Ignacio Chavira
Ignacio Chavira, né le 26 juin 1936, à Ojinaga, au Mexique, est un ancien joueur mexicain de basket-ball.